# Гайленд-Ейкерс (Делавер)
Гайленд-Ейкерс (англ. Highland Acres) — переписна місцевість (CDP) в окрузі Кент штату Делавер США. Населення — 3492 особи (2020).

## Географія
Гайленд-Ейкерс розташований за координатами 39°6′59″ пн. ш. 75°31′6″ зх. д. / 39.11639° пн. ш. 75.51833° зх. д. (39.116265, -75.518288).  За даними Бюро перепису населення США в 2010 році переписна місцевість мала площу 4,00 км², з яких 3,88 км² — суходіл та 0,12 км² — водойми.

## Демографія
Згідно з переписом 2010 року, у переписній місцевості мешкало 3459 осіб у 1315 домогосподарствах у складі 1039 родин. Густота населення становила 865 осіб/км².  Було 1378 помешкань (345/км²).
Расовий склад населення:
| - 76,0 % — білих - 14,7 % — чорних або афроамериканців - 4,2 % — азіатів - 0,6 % — корінних американців - 0,1 % — вихідців з тихоокеанських островів - 0,9 % — осіб інших рас |

До двох чи більше рас належало 3,5 %. Частка іспаномовних становила 4,5 % від усіх жителів.
За віковим діапазоном населення розподілялося таким чином: 21,2 % — особи молодші 18 років, 58,4 % — особи у віці 18—64 років, 20,4 % — особи у віці 65 років та старші. Медіана віку мешканця становила 46,3 року. На 100 осіб жіночої статі у переписній місцевості припадало 93,9 чоловіків;  на 100 жінок у віці від 18 років та старших — 91,2 чоловіків також старших 18 років.
Середній дохід на одне домашнє господарство  становив 87 863 долари США (медіана — 74 955), а середній дохід на одну сім'ю — 101 313 долари (медіана — 92 426). Медіана доходів становила 49 926 доларів для чоловіків та 48 245 доларів для жінок. За межею бідності перебувало 10,0 % осіб, у тому числі 18,7 % дітей у віці до 18 років та 6,0 % осіб у віці 65 років та старших.
Цивільне працевлаштоване населення становило 1821 осіб. Основні галузі зайнятості: освіта, охорона здоров'я та соціальна допомога — 19,2 %, роздрібна торгівля — 19,0 %, публічна адміністрація — 14,9 %.